# Mendelssohn-Bartholdy-Park

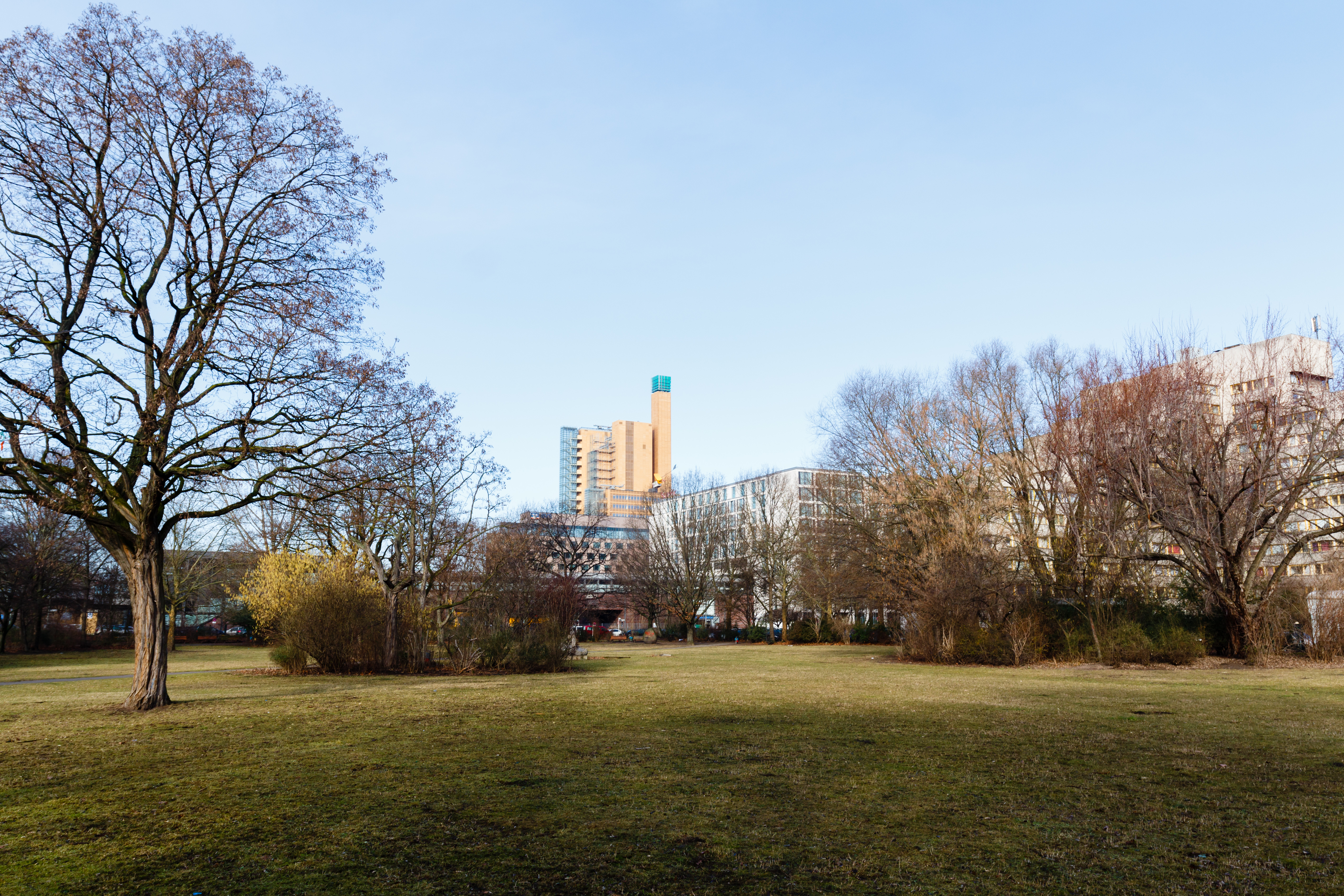
Blick quer durch den Park auf den Atrium Tower

Der Mendelssohn-Bartholdy-Park ist eine Grünanlage am gleichnamigen U-Bahnhof der U2 im Berliner Ortsteil Kreuzberg des Bezirks Friedrichshain-Kreuzberg. Er entstand in den Jahren 1960–1967 nach Plänen von O. Longhardt, H. Preuß, K. Schaller und E. Schmäls anstelle des ehemaligen Schöneberger Hafens. Der Park ist nach dem Komponisten Felix Mendelssohn Bartholdy benannt.

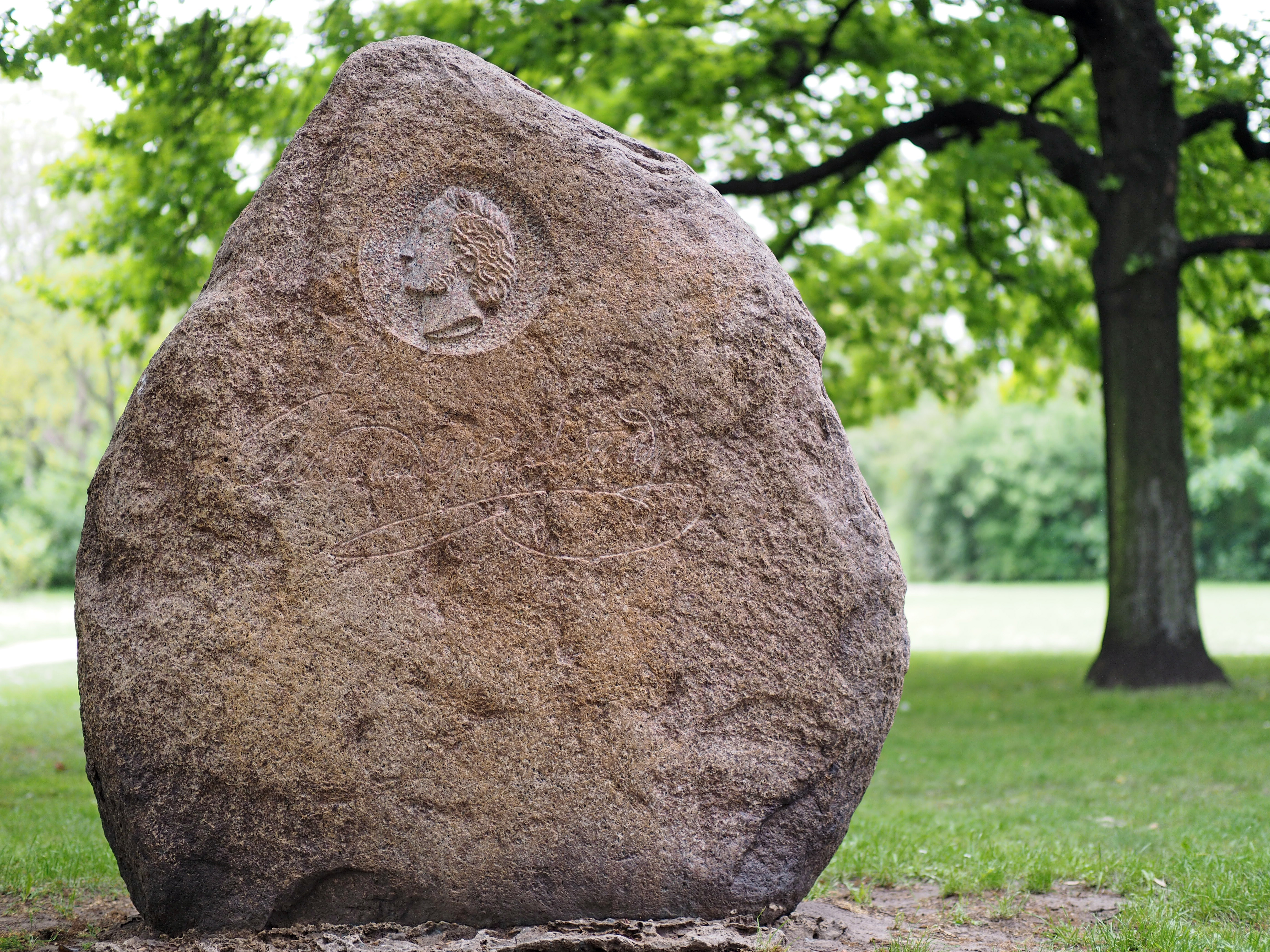
Felix-Mendelssohn-Bartholdy-Stein mit einem Relief-Porträt des Komponisten

Das rund zwei Hektar große Areal wird von einer Rasenfläche bestimmt. Quer durch den Park führt ein Weg, flankiert von wenigen Bäumen. Auf der rechten Hälfte befinden sich ein Sandspielplatz und ein Rosenrondell mit einem bearbeiteten Findling, der im Bezirk Friedrichshain-Kreuzberg als Naturdenkmal 2-1/F geführt wird. Zahlreiche Sitzbänke stehen am U-förmigen Weg entlang der Ränder des Parks. Hier herrscht eine dichte Bepflanzung aus Sträuchern und Bäumen vor.
Im Norden des umzäunten Geländes führen drei Ausgänge in den Hafenplatz mit Wohnhäusern, im Osten zwei in die Schöneberger Straße (Metrobus M29) mit der Schöneberger Brücke. Durch das südliche Tor gelangt man auf das Hallesche Ufer am Landwehrkanal und auf die Köthener Brücke. Im Westen liegen die Köthener Straße und der U-Bahnhof.